# Río Lumaco

Diagrama unifilar de la cuenca del río Imperial.

El río Lumaco es un curso natural de agua  que nace en el pie oriental de la cordillera de Nahuelbuta de la Región de la Araucanía y fluye con dirección general sur hasta su confluencia con el río Colpi o Panqueco, donde sus aguas se convierten en el río Cholchol.

## Trayecto
El río Lumaco nace de la confluencia del río Purén con el estero Curanilahue. El Lumaco baja entonces hacia el sur desde el norte por el pie oriental de la cordillera de Nahuelbuta a través de un lecho accidentado, entreverado por extensos pantanos. la longitud del Lumaco, considerando sus tributarios de más al norte, es de aproximadamente de 80 kilómetros. Contribuyen en la formación del río Lumaco, los esteros Cahuentué y Guadaba que tributan al río Purén.
Bordea las ciudades de Lumaco y Capitán Pastene.

## Caudal y régimen

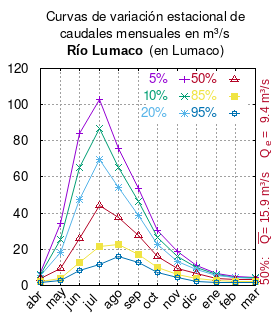
Curvas de variación estacional del río Lumaco en Lumaco.

La hoya hidrográfica del río Cholchol, que incluye a sus principales afluentes Purén, Lumaco, Traiguén, Quino y Quillén, tiene un acentuado régimen pluvial, con altos caudales en los meses de invierno. En años lluviosos los mayores caudales ocurren entre junio y agosto, producto de importantes lluvias invernales. En años normales y secos los mayores caudales también se deben a aportes pluviales, presentándose entre junio y septiembre. El período de menores caudales se observa en el trimestre dado por los meses de enero, febrero y marzo.: 62 
El caudal del río (en un lugar fijo) varía en el tiempo, por lo que existen varias formas de representarlo. Una de ellas son las curvas de variación estacional que, tras largos periodos de mediciones, predicen estadísticamente el caudal mínimo que lleva el río con una probabilidad dada, llamada probabilidad de excedencia. La curva de color rojo ocre (con {\displaystyle {\color {Red}\vartriangle }}) muestra los caudales mensuales con probabilidad de excedencia de un 50%. Esto quiere decir que ese mes se han medido igual cantidad de caudales mayores que caudales menores a esa cantidad. Eso es la mediana (estadística), que se denota Qe, de la serie de caudales de ese mes. La media (estadística) es el promedio matemático de los caudales de ese mes y se denota {\displaystyle {\overline {Q}}}. 
Una vez calculados para cada mes, ambos valores son calculados para todo el año y pueden ser leídos en la columna vertical al lado derecho del diagrama. El significado de la probabilidad de excedencia del 5% es que, estadísticamente, el caudal es mayor solo una vez cada 20 años, el de 10% una vez cada 10 años, el de 20% una vez cada 5 años, el de 85% quince veces cada 16 años y la de 95% diecisiete veces cada 18 años. Dicho de otra forma, el 5% es el caudal de años extremadamente lluviosos, el 95% es el caudal de años extremadamente secos. De la estación de las crecidas puede deducirse si el caudal depende de las lluvias (mayo-julio) o del derretimiento de las nieves (septiembre-enero).

## Historia
El 23 de diciembre de 1598 fueron aniquilados en sus orillas el gobernador Martín García Óñez de Loyola y 60 españoles de su columna. Pelentaru llamó al levantamiento de todas las tribus vecinas desde el Maule hasta Osorno debiendo los habitantes de la región encerrarse en las ciudades.: 90 
Francisco Solano Asta-Buruaga y Cienfuegos  escribió en 1899 en su Diccionario Geográfico de la República de Chile sobre el río:
Lumaco (Riachuelo de).-—Corta corriente de agua del departamento de Valdivia, que procede de los cerros montuosos cercanos al E. del caserío de Naguilán, y corre hacia el SO. á entrar en la margen oriental ó derecha del riachuelo del mismo nombre de Naguilán más abajo del fundo de la Romaza. Por esta parte existen espesos bosques, que llaman montañas de Lumaco.